# Goring Hotel
Le Goring Hotel est un hôtel cinq étoiles situé dans le quartier de Belgravia, cité de Westminster, à Londres. 

## Situation et accès

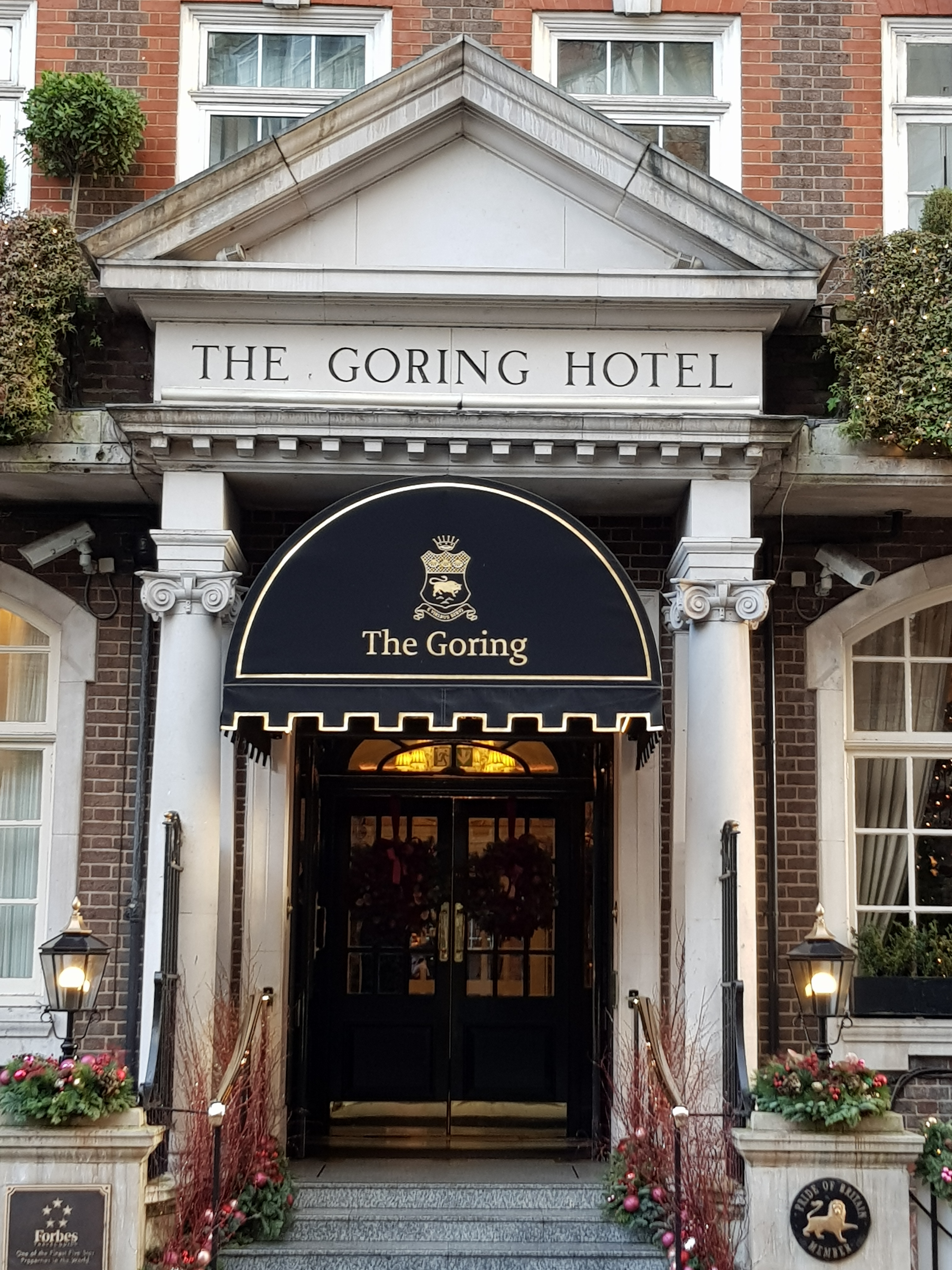
Entrée de l'hôtel.

Il se situe au 15, place Beeston, près du palais de Buckingham.
Le quartier est desservi par les lignes  Circle  District  Victoria à la station Victoria.

## Origine du nom
L'hôtel porte le nom de son premier propriétaire, Otto Richard Goring, et appartient toujours à la famille Goring.

## Historique

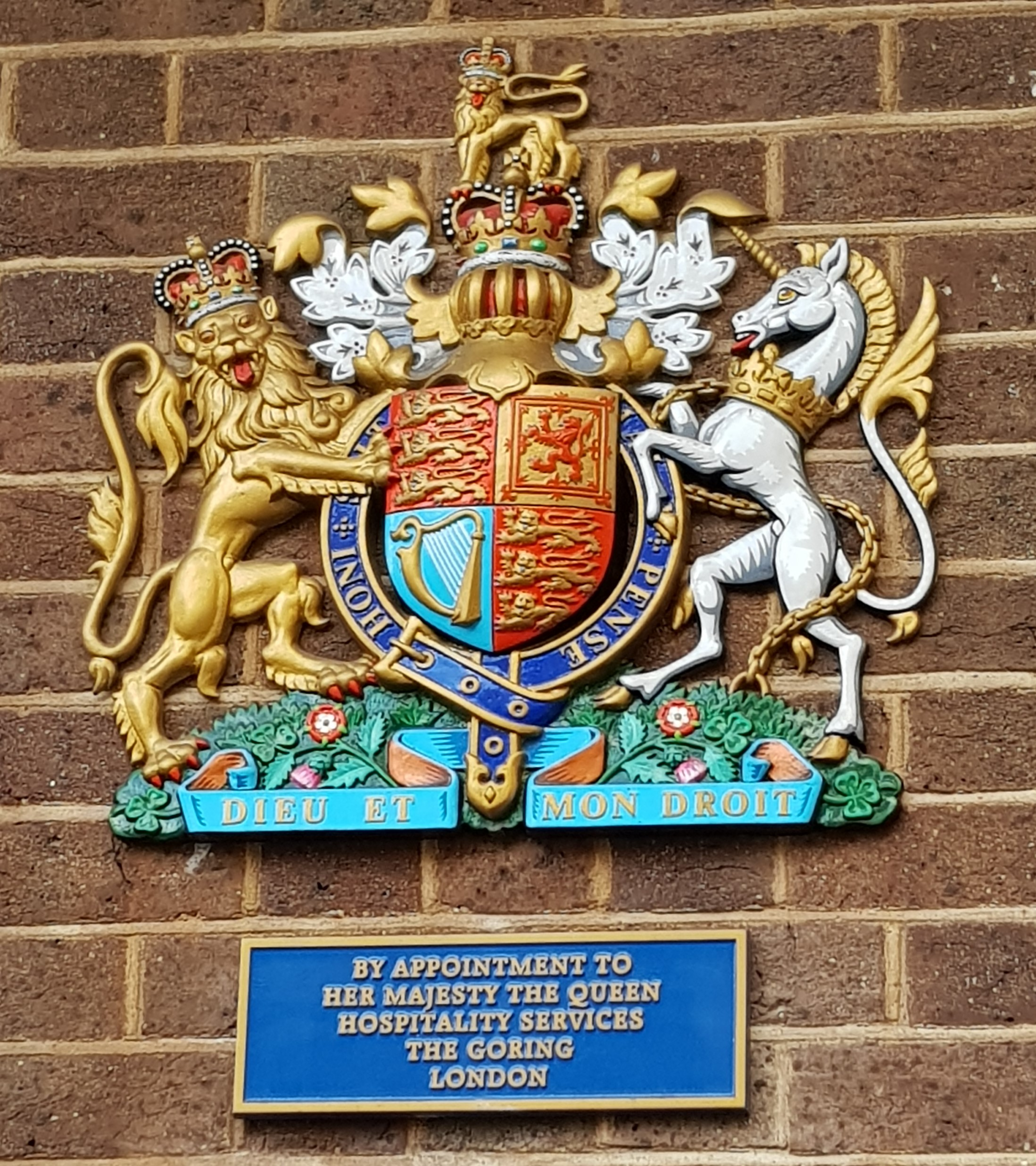
Label royal en façade.

Ouvert en 1910, il est l'un des premiers hôtels à avoir une salle de bains privative dans chaque chambre et le chauffage central. Lors de la Première Guerre mondiale, il est utilisé par les militaires. 
Depuis le 1er janvier 2013, l’hôtel arbore en façade le mandat royal, label qu’il est le seul, parmi les hôtels de la capitale britannique, à détenir. Son jardin privé est le plus grand de tous les hôtels de Londres. 
En face de l’hôtel, sur le trottoir opposé, se tient un second établissement du même nom, un hôtel... à insectes.

## Personnalités liées au Goring Hotel
- En 1919, lady Randolph Churchill, la mère de l’homme d’État Winston Churchill (1874-1965), y réside.

- En 2011, Kate Middleton, future duchesse de Cambridge, y passe sa dernière nuit de jeune fille à la veille de son mariage avec le prince William[3].